# Kamgrasweide
De kamgrasweide (Lolio-Cynosuretum) is een associatie uit het kamgras-verbond (Cynosurion cristati).

## Naamgeving en codering
- Syntaxoncode voor Nederland (rVvN): r16Bc01
- BWK-karteringscode: hp*, hpr*

De wetenschappelijke naam Lolio-Cynosuretum is afgeleid van respectievelijk de botanische namen van Engels raaigras (Lolium perenne) en kamgras (Cynosurus cristatus).

## Subassociaties in Nederland en Vlaanderen
Binnen de kamgrasweide worden in Nederland en Vlaanderen vier subassociaties onderscheiden.

### Typische subassociatie
De typische subassociatie (Lolio-Cynosuretum typicum) omvat de meest intensief gebruikte kamgrasweiden en is soortenarmer dan de hieronder genoemde subassociaties. Kenmerkend is de hoge bedekking van Engels raaigras en witte klaver. Deze subassociatie vertoont enige verwantschap met de associatie van Engels raaigras en grote weegbree. De syntaxoncode voor Nederland (conform de rVvN) voor deze subassociatie is r16Bc01a.

### Subassociatie met moerasrolklaver
Een subassociatie met moerasrolklaver (Lolio-Cynosuretum lotetosum uliginosi) komt voor op vochtige tot natte zand-, leem- en lichte zavelgronden en licht ontwaterde veengronden. De pH van de standplaats ligt veelal lager vergeleken met de andere subassociaties. Deze subassociatie vertoont verwantschap met de pijpenstrootje-orde, in het bijzonder het dotterbloem-verbond. Differentiërende soorten zijn echte koekoeksbloem, moerasrolklaver, kale jonker, lidrus, biezenknoppen, hazenzegge en pitrus. De syntaxoncode voor Nederland (conform de rVvN) voor deze subassociatie is r16Bc01b.

### Subassociatie met veldgerst
Een subassociatie met veldgerst (Lolio-Cynosuretum hordeetosum) komt voor op eutrofe zavel- en kleigronden in zowel het rivierengebied als de zeekleigebieden. Deze subassociatie kan overgangen vormen naar het zilverschoon-verbond. Differentiërende soorten zijn veldgerst en karwij. In de kuststreken differentiëren ook behaarde boterbloem, aardbeiklaver, zilte zegge en zilte rus deze gemeenschap. De syntaxoncode voor Nederland (conform de rVvN) voor deze subassociatie is r16Bc01c.

### Subassociatie met ruige weegbree
Een subassociatie met ruige weegbree (Lolio-Cynosuretum plantaginetosum mediae) komt voor op beweide graslanden van hooggelegen, zandige tot lemige delen van uiterwaarden langs de grote rivieren. Deze subassociatie vertoont verwantschap met de associatie van sikkelklaver en zachte haver, waaruit het kan ontstaan door intensievere beweiding. De syntaxoncode voor Nederland (conform de rVvN) voor deze subassociatie is r16Bc01d.